# Bort

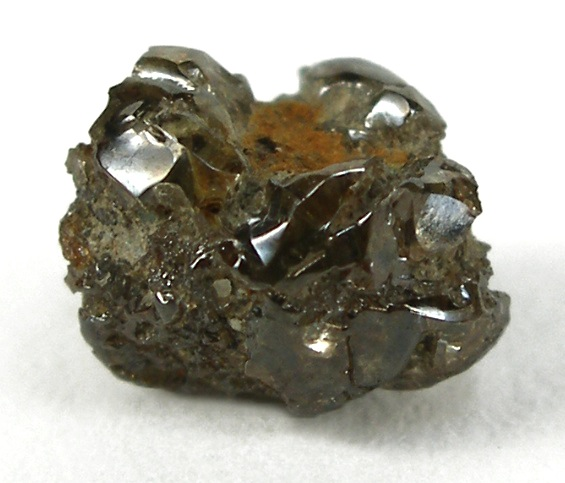
Una mezcla de bort y diamantes de gema (inclusiones más grandes) del Cráter de Diamantes Parque Estatal

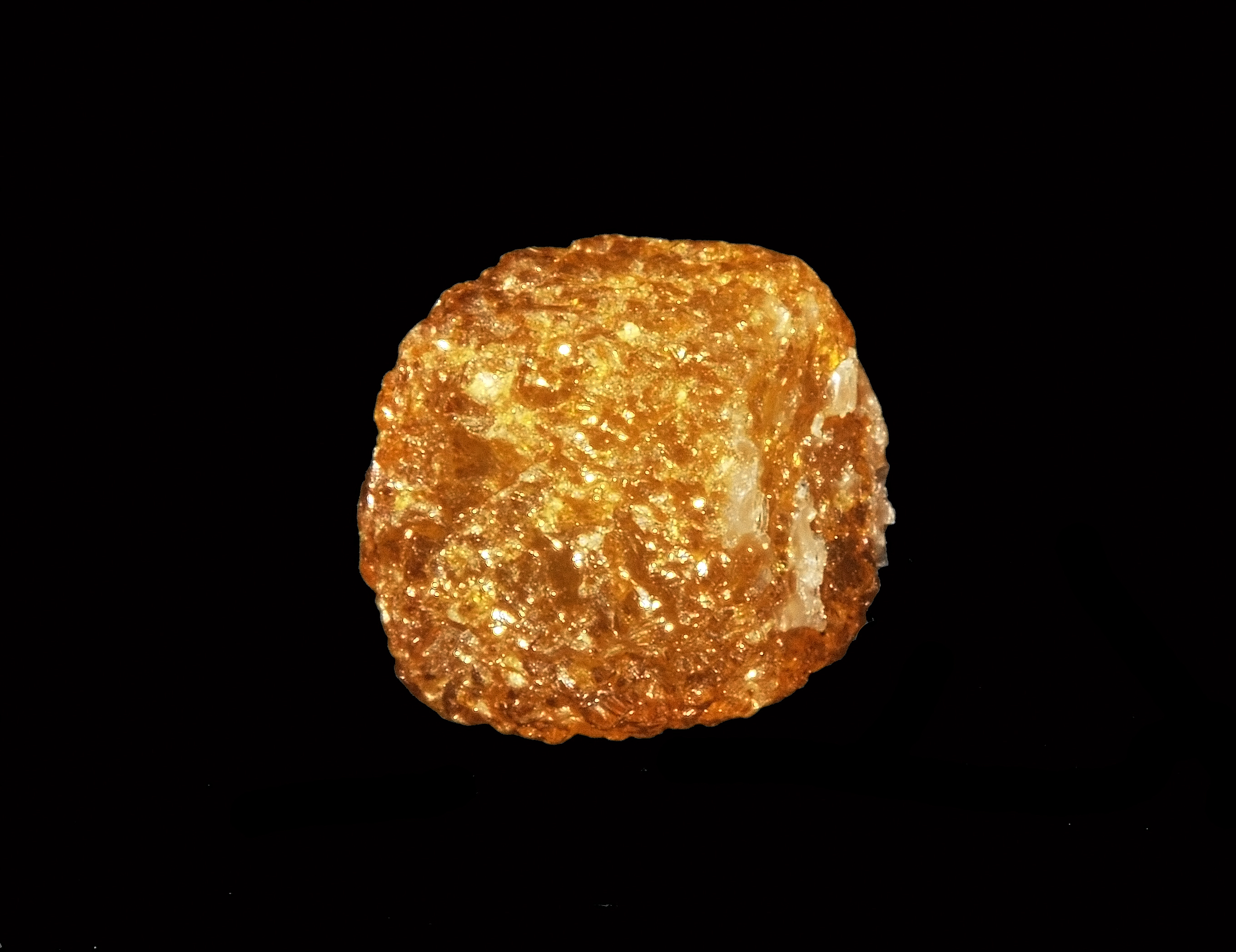
Bort-Gustar diamante hermanado fuertemente de Congo

Bort  o  boart  es un término usado en la industria del diamante para referirse a fragmentos de diamantes de calidad no-gema. En la industria manufacturera y la industria pesada, "bort" se utiliza para describir diamantes oscuros, imperfectamente formados/cristalizados de diferentes niveles de opacidad. El grado más bajo, el "bort triturado", se procesa triturando el mineral en un mortero de acero y se utiliza para hacer abrasivos de grado industrial. Se utilizan pequeños cristales de bort en las brocas de taladrar. La República Democrática del Congo proporciona el 75% de la oferta mundial de "bort triturado".